# La Corrada
La Corrada es una parroquia del concejo de Soto del Barco, en el Principado de Asturias (España). Ocupa una extensión de 7,48 km² y alberga una población de 417 habitantes.(INE 2009) Está situada en la zona más elevada del concejo.

## Poblaciones
Según el nomenclátor de 2009 la parroquia está formada por las poblaciones de:
- Arenas	(casería): 21 habitantes.
- Los Calbuetos (aldea): 15 habitantes.
- La Carcabina (casería): 34 habitantes.
- Carcedo (casería): 28 habitantes.
- La Corrada (casería): 46 habitantes.
- La Ferrería (aldea): 56 habitantes.
- Folgueras (lugar): 86 habitantes.
- Ponte (aldea): 87 habitantes.
- Riocuevas (aldea): 19 habitantes.
- Sombredo (casería): 21 habitantes.
- La Tejera (casería): 4 habitantes.

La casería de La Corrada, situada a una altitud de 190 metros sobre el nivel del mar, permite contemplar unas impresionantes vistas de la desembocadura del río Nalón. Tiene una población de 46 habitantes y su principal festividad es el 10 de agosto en honor de San Lorenzo.